# 대한민국 헌법 제85조
대한민국 헌법 제85조는 대한민국 헌법의 조항이다.

## 본문
전직대통령의 신분과 예우에 관하여는 법률로 정한다.

## 내용
전직 대통령의 신분과 예우에 관한 내용이다.

## 같이 보기
- 대한민국 헌법 제4장 제1절